# Henk Tjon
Henk Tjon, nombre completo Henk Tjon Tam Pau (Paramaribo, 25 de agosto de 1948 - 18 de septiembre de 2009) fue un escritor de obras de teatro y dramaturgo de Surinam. 
Tjon estudió para director en los Países Bajos y posteriormente entró en contacto con la  Haagse Comedie. Junto con autores como Thea Doelwijt, Tjon organizó a finales de la década de 1960 el famoso espectáculo de cabaret "Land te koop". En 1970 regresó a Surinam y fundó a comienzos de la década de 1970 junto con Thea Doelwijt, el Doeth Theater en Surinam. Las obras de Tjon eran de naturaleza nacionalista y de crítica social. También fue uno de los organizadores de Carifesta, el mayor festival artístico del Caribe, que va rotando por los países caribeños. 